# روب وارنر
روب وارنر (بالإنجليزية: Rob Warner)‏ (20 أبريل 1977 في المملكة المتحدة - ) هو لاعب كرة قدم بريطاني في مركز الدفاع. لعب مع نادي هيرفورد وHalesowen Town F.C. ‏ ونادي تاموورث ونادي ووستر سيتي.

## وصلات خارجية
- روب وارنر على موقع Soccerbase.com (لاعب) (الإنجليزية)